# Інгеборг Крістофферсен
Інгеборг Крістофферсен (Ingeborg Christoffersen)(29 квітня 1944) — бельгійська дипломатка. Надзвичайна і Повноважна пані Посол Королівства Бельгія в Києві.

## Біографія
Народилася 29 квітня 1944 року в місті Антверпен, Бельгія. Доктор політичних та дипломатичних наук.
З 1970 по 1982 — співробітниця Організацій сприяння економічному розвитку в Парижі, в Дубліні, в Гаазі.
З 1982 по 1984 — співробітниця Департаменту Європи МЗС Королівства Бельгія.
З 1984 по 1989 — генеральний консул Королівства Бельгія в Торонто (Канада).
З 1989 по 1992 — повноважний міністр посольства Королівства Бельгія в Москві (СРСР).
З 1992 по 1995 — Надзвичайний і Повноважний Посол Королівства Бельгія в Києві (Україна).
Посол Федеральної державної служби закордонних справ, зовнішньої торгівлі та розвитку співробітництва Королівства Бельгія.

## Нагороди та відзнаки
- орден «За заслуги» ІІІ ступеню (2008) Україна.[1]